# ダラーラ・IPS
ダラーラ・IPS（Dallara IPS）は、イタリアのレーシングカーコンストラクター、ダラーラが製作したフォーミュラカーである。2002年から2014年までインディ・ライツで使用された。